# Aek Torop
Aek Torop is een bestuurslaag in het regentschap Padang Lawas Utara van de provincie Noord-Sumatra, Indonesië. Aek Torop telt 492 inwoners (volkstelling 2010).